# 韦尔登·奥尔森
韦尔登·奥尔森（英語：Weldon Olson，1932年11月12日—2023年5月13日），美国男子冰球运动员。他曾代表美国国家队参加1956年和1960年冬季奥林匹克运动会冰球比赛，获得一枚金牌和一枚银牌。